# Igrzyska Pacyfiku 2015
Igrzyska Pacyfiku 2015 – piętnasta edycja Igrzysk Pacyfiku, która odbyła się w stolicy Papui-Nowej Gwinei Port Moresby w dniach od 4 do 18 lipca 2015.

## Wybór gospodarza
Gospodarza igrzysk wybrano po zakończeniu Miniigrzysk Pacyfiku w 2009. O organizację igrzysk ubiegało się pięć państw. Były to:
- Papua-Nowa Gwinea
- Samoa Amerykańskie
- Tonga
- Vanuatu
- Wyspy Salomona.

Papua-Nowa Gwinea pokonała Tonga stosunkiem głosów 25-22.